# Aron Baroh
Aron Baroh is een bestuurslaag in het regentschap Aceh Barat van de provincie Atjeh, Indonesië. Aron Baroh telt 150 inwoners (volkstelling 2010).